# احتياطي النفط

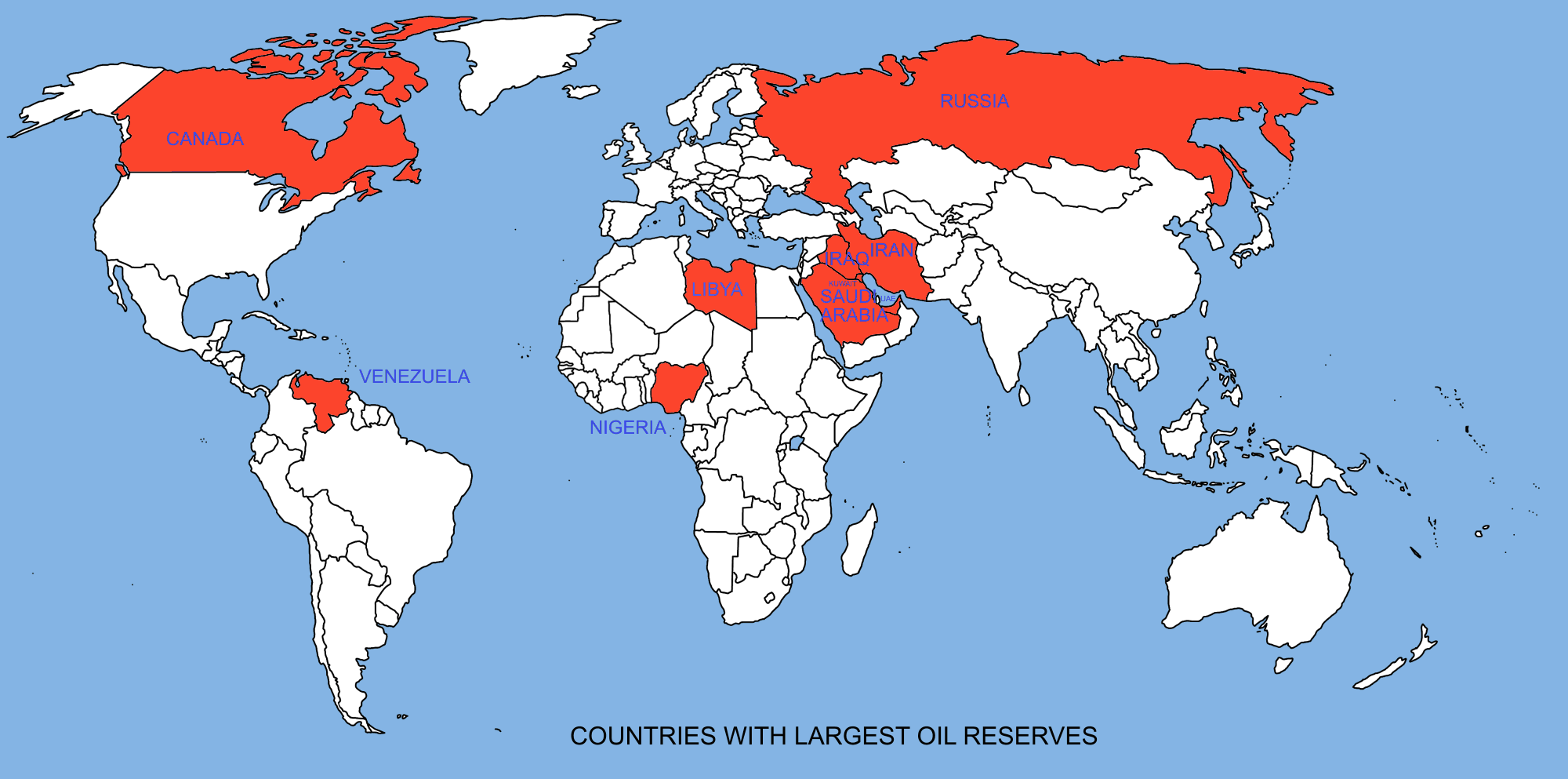
الدول ذات أكبر مخزون نفطي

احتياطي النفط هو كمية النفط التي يمكن استخراجها تقنيًا بتكلفة مجدية من الناحية المالية بناءً على سعر النفط الحالي. بناءً على ذلك ستتغير الاحتياطيات بتغير السعر، على عكس مصادر النفط التي تتضمن كل النفط الذي يمكن استخراجه تقنيًا بأي سعر. ربما تتعلق الاحتياطيات ببئر، أو خزان (مكمن)، أو حقل، أو دولة، أو العالم. ترتبط التصنيفات المختلفة للاحتياطات بدرجة يقينها.
يشير حجم النفط الموجود في خزان (نفط المكمن) (بالإنجليزية: oil in place) إلى إجمالي الكمية المقدرة من النفط في خزان معين، وتشمل كميتي النفط القابلة وغير القابلة للإنتاج. لا يمكن استخراج سوى نسبة ضئيلة من هذا النفط وإحضارها إلى السطح، ويعود السبب في ذلك إلى خصائص الخزانات (المكامن) والتحديدات على التكنولوجيات المستخدمة في استخراج النفط، وتعتبر النسبة القابلة للإنتاج فقط احتياطيًا. يطلق على النسبة ما بين الاحتياطيات وكمية النفط الإجمالية في خزان معين «عامل الاستخلاص» (عامل الاسترداد). يعتمد تحديد عامل الاستخلاص لحقل معين على عدة سمات للعملية، بما في ذلك الطريقة المستخدمة في استخراج النفط والتطورات التكنولوجية.
استنادًا إلى بيانات منظمة أوبك في بداية عام 2013، توجد أكبر احتياطيات النفط المثبتة والتي تضم احتياطيات النفط غير التقليدية أيضًا، في فنزويلا (بنسبة 20% من الاحتياطيات العالمية)، والسعودية (بنسبة 18% من الاحتياطيات العالمية)، وكندا (بنسبة 13% من الاحتياطيات العالمية)، وإيران (بنسبة 9%).
نظرًا لعدم إمكانية فحص جيولوجيا السطح السفلي للأرض بشكل مباشر، يجب استخدام تقنيات غير مباشرة (مثل الجيوفيزياء الاستكشافية) لتقدير حجم الموارد وإمكانية استخراجها. رغم زيادة التكنولوجيات الحديثة (مثل المسح السيزمي) من دقة التقنيات المستخدمة، ما زالت توجد شكوك كبيرة. بشكل عام، تعد معظم التقديرات المبكرة لاحتياطي حقل النفط، تقديرات متحفظة وتميل إلى النمو بمرور الوقت. تسمى هذه الظاهرة بنمو الاحتياطيات.
لا تكشف معظم الدول المنتجة للنفط عن البيانات الخاصة بهندسة مكامن حقولها، وتقدم بدلًا من ذلك مزاعم غير مراجعة لاحتياطياتها من النفط. يشتبه أن الأرقام التي كشفت عنها بعض الحكومات الوطنية جرى التلاعب بها لأسباب سياسية.

## تصنيفات

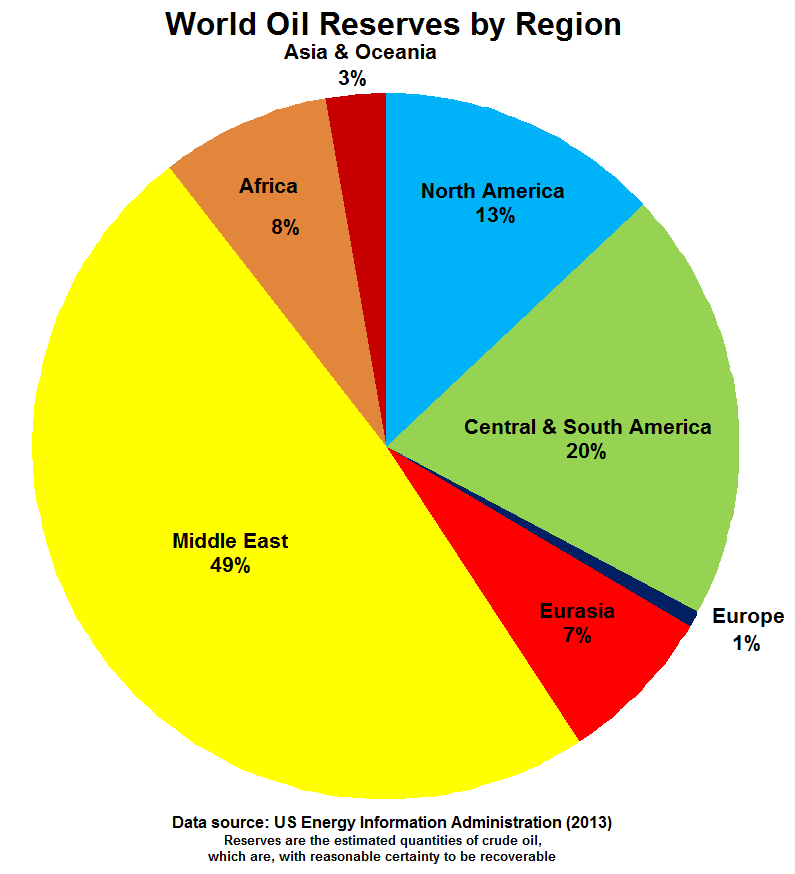
معظم احتياطيات النفط تقع في الشرق الأوسط.

تبنى جميع تقديرات الاحتياطيات على اليقين، تبعًا للكمية المتاحة من البيانات الجيولوجية والهندسية الموثوقة وتفسيرها. يمكن التعبير عن الدرجة النسبية لعدم اليقين بتقسيم الاحتياطيات إلى صنفين رئيسيين، وهي: «مثبتة» أو «غير مثبتة». يمكن أيضًا تقسيم الاحتياطيات غير المثبتة إلى صنفين فرعيين: «محتملة» و«ممكنة» للإشارة إلى الدرجة النسبية لعدم اليقين بشأن وجودها. تستند التعاريف الأكثر قبولًا إلى التعاريف التي اعتمدتها جمعية مهندسي البترول والمجلس العالمي للبترول في عام 1997.

### احتياطات مثبتة (مؤكدة)
الاحتياطيات المثبتة هي الاحتياطيات التي يزعم تمتعها بقدر معقول من اليقين (لا تقل عادةً عن 90% من الثقة) ويمكن استخراجها في ظل الظروف الاقتصادية والسياسية القائمة، بالاستعانة بالتكنولوجيا المتاحة. يرمز المتخصصون في الصناعة إليها بـ«بّي90» (أي يوجد يقين بنسبة 90% من الإنتاج). تعرف الاحتياطيات المثبتة في مجال الصناعة بـ«1بّي».
تقسم الاحتياطيات المثبتة إلى «مثبتة نامية» و«مثبتة غير نامية». الاحتياطيات المثبتة النامية هي الاحتياطات التي يمكن إنتاجها من الآبار والثقوب الموجودة، أو من خزانات إضافية تتطلب الحد الأدنى من الاستثمارات (نسبة نفقات التشغيل). تتطلب الاحتياطيات المثبتة غير النامية استثمارات رأسمالية إضافية (مثل حفر آبار جديدة) لإحضار النفط إلى السطح.
حتى ديسمبر عام 2009، كانت الاحتياطيات المثبتة «1بّي» النوع الوحيد الذي سمحت هيئة الأوراق المالية والبورصات الأمريكية لشركات النفط بإبلاغ المستثمرين عنه. يجب على الشركات المدرجة في البورصات الأمريكية إثبات مزاعمها، لكن الكثير من الحكومات وشركات النفط الوطنية لا تكشف عن البيانات المدققة لتدعم مزاعمها. منذ يناير عام 2010 وإلى الآن، تسمح هيئة الأوراق المالية والبورصات الأمريكية للشركات بتقديم معلومات اختيارية إضافية تعلن فيها عن وجود 2بّي (الاحتياطيات المثبتة والمحتملة) و3بّي (الاحتياطيات المثبتة والمحتملة والممكنة) لكن بشرط أن يتحقق استشاريون مؤهلون من طرف ثالث من التقييم، تختار الكثير من الشركات استخدام تقديرات 2بّي و3بّي من أجل الأغراض الداخلية فقط.

### احتياطيات غير مثبتة (غير مؤكدة)
تعتمد الاحتياطيات غير المثبتة على البيانات الجيولوجية أو الهندسية أو كلتيهما معًا، وتشبه في ذلك البيانات المستخدمة في تقديرات الاحتياطيات المثبتة، لكن يَحول عدم اليقين التقني أو التعاقدي أو التنظيمي (التقريري) دون تصنيف هذه الاحتياطيات على أنها مثبتة. ربما تستخدم شركات النفط والوكالات الحكومية الاحتياطيات غير المثبتة داخليًا لأغراض التخطيط المستقبلية، لكنها لا تجمعها بانتظام. تصنف الاحتياطيات غير المثبتة إلى محتملة وممكنة.
تُنسب الاحتياطيات المحتملة إلى التراكمات المعروفة ويزعم حصولها على 50% من مستوى الثقة في استخراجها. يرمز المتخصصون في مجال الصناعة إليها بـ«بّي50» (أي يوجد يقين بنسبة 50% من الإنتاج). يُرمز إلى مجموع الاحتياطيات المثبتة والمحتملة في الصناعة بـ«2بّي» (مثبتة ومحتملة).
تُنسب الاحتياطيات الممكنة إلى التراكمات المعروفة التي تملك فرصة أقل لاستخراجها مقارنة بالاحتياطيات المحتملة. يُرمز إلى هذا الصنف من الاحتياطيات بـ«بّي10» أي أنها تملك نسبة 10% من اليقين في إنتاجها.
يجب أن تشمل أسباب تصنيف الاحتياطيات قدر الإمكان على تفسيرات جيولوجية متباينة، واحتياطيات لا يمكن إنتاجها بمعدلات تجارية، وعلى عدم اليقين بسبب ملء الاحتياطيات (نتيجة التسرب من المناطق المجاورة)، والاحتياطيات المتوقعة بالاعتماد على طرق الاستخراج المستقبلية. يُرمز لمجموع احتياطيات الموارد المثبتة والمحتملة والممكنة في الصناعة بـ«3بّي» (مثبتة ومحتملة وممكنة).

### تصنيفات الاحتياطي الروسي
تقابل التصنيفات «إيه» و«بي» و«سي1» في روسيا، الاحتياطيات القابلة للإنتاج المثبتة النامية، والاحتياطيات غير المنتجة المثبتة النامية، والاحتياطيات المثبتة غير النامية على التوالي. يُرمز إلى الاحتياطيات المثبتة بـ«إيه.بي.سي1». يتضمن التصنيف الروسي «سي2» الاحتياطيات المحتملة والممكنة.

### احتياطي النفط الاستراتيجي
تحتفظ العديد من الدول باحتياطيات النفط التي تسيطر عليها الحكومة للأسباب اقتصادية وأمنية. وفقًا لإدارة معلومات الطاقة الأمريكية، تودع نحو 4.1 مليار برميل (650 مليون متر مكعب) من النفط في الاحتياطيات الاستراتيجية، وتسيطر الحكومة على 1.4 مليار برميل منها. لا تحسب هذه الاحتياطيات عادة ضمن احتياطيات النفط الوطنية.
| فنزويلا                  | 297.7 |
| السعودية                 | 268.4 |
| كندا                     | 173.2 |
| إيران                    | 157.3 |
| العراق                   | 140.3 |
| الكويت                   | 140   |
| الإمارات العربية المتحدة | 97.8  |
| روسيا                    | 80    |
| ليبيا                    | 48.47 |
| نيجيريا                  | 37.14 |
| كازاخستان                | 30    |
| الولايات المتحدة         | 21    |
| الصين                    | 16    |
| قطر                      | 15.2  |
| المكسيك                  | 12.4  |
| الجزائر                  | 12.3  |
| البرازيل                 | 11.8  |
 إحصائيات الطاقة من الحكومة الأمريكية
 تشكل احتياطيات النفط للدول التابعة لأوبك 78٪ (939 مليار برميل) من احتياطي النفط العالمي 